# لوس
لوس (بالألمانية: Lyss) هي بلدية سويسرية تتبع لمقاطعة سيلاند في كانتون برن. تبلغ مساحتها 14.82 كيلومتر مربع، ويقدر عدد سكانها بـ 14341 نسمة (حسب تعداد ديسمبر 2015).

## توأمة
للوس اتفاقيات توأمة مع:
- مونوبولي (24 سبتمبر 1983 - )[5]

## أعلام
- باولو كولافيتي